# Jeu de dames (série télévisée)
Jeu de dames est un feuilleton télévisé créé par Jean-Luc Azoulay, sur une idée originale de Jean-François Porry, réalisé par François Guérin, sur un scénario de Frédéric Porte. Il est diffusé en mini-série les 21 et 28 août 2012 sur France 3.

## Synopsis
Quatre jeunes femmes apprennent la disparition en mer d'êtres qui leur sont chers. À la suite de cette disparition, elles vont être forcées de se connaître malgré leurs différences et de mener l'enquête ensemble sur cette disparition.

## Distribution
- Claire Borotra : Marie-Laurence Coman
- Léa Bosco : Léa Soubire
- Catherine Demaiffe : Julie Coperman
- Samira Lachhab : Amel Berraya
- Olivier Sitruk : Commandant Josse
- Lannick Gautry : Cédric Delorgeril
- Frédérique Tirmont : Irène
- Bruno Madinier : Simon Valbert
- Natalia Verbeke : Dolorès
- Jean-François Garreaud : le Commissaire divisionnaire
- Bertille Chabert : Déborah Coperman
- Hugo Chapenoire : Louis Coman
- Ferdinand Milon : Baptiste Coman
- Julia Goigoux : Justine Soubire
- Manon Giraud Balasuriya : Constance Soubire

## Épisodes
Tous les épisodes sont réalisés par François Guérin et scénarisés par Bruno Dega.
| № | Titre                            | Première diffusion | Audience (millions) |
| --- | -------------------------------- | ------------------ | ------------------- |
| 1 | Où elles touchent le fond        | 21 août 2012       | 2,3[réf. souhaitée] |
| Léa, Marie-Laurence, Amel et Julie ne se connaissent pas. Elles viennent de milieux totalement opposés, n'auraient jamais dû se rencontrer, mais sont convoquées par la police pour apprendre que leurs maris et le frère de l'une d'elles ont disparu en mer. Le choc est de taille, d'autant que deux des épouses découvrent qu'elles sont mariées au même homme depuis quinze ans. Léa, Julie, Marie-Laurence et Amel se retrouvent face à une grande question : connaissaient-elles vraiment les hommes qui partageaient leurs vies ? |                                  |                    |                     |
| 2 | Où elles se font du mauvais sang | 21 août 2012       | 2,3                 |
| Alors que Léa, Julie, Amel et Marie-Laurence sont bien obligées de se serrer les coudes et de s'organiser pour continuer à vivre sans leurs hommes, le mystère s'épaissit : du sang a été retrouvé sur le bateau, et une autre personne était à bord… Mais les filles sont également confrontées à un autre dilemme : elles doivent désormais dire la vérité à leurs enfants sur ce qui est arrivé à leurs pères… mais quelle vérité ? |                                  |                    |                     |
| 3 | Où elles crient au vol           | 21 août 2012       | 2,5                 |
| L'agression d'Amel par un mystérieux inconnu ouvre une nouvelle piste sur la disparition des trois hommes. Mais Léa, Marie-Laurence et Julie comprennent surtout qu'elles sont à présent toutes en danger et décident d'enquêter à leur manière… C'est alors que Léa découvre que des tableaux ayant appartenu à sa grand-mère se trouvent chez les deux épouses d'Alexandre. Coïncidence ? |                                  |                    |                     |
| 4 | Où elles s'emmêlent              | 28 août 2012       | ?                   |
| Léa, Marie-Laurence, Amel et Julie doivent affronter un nouveau coup dur : un cadavre a été retrouvé en mer. Cette découverte permet au commandant Josse de rassembler certaines pièces du puzzle pour mettre au clair cette mystérieuse affaire de disparition de plusieurs hommes en pleine mer. De son côté, Léa doit cacher à la police sa nouvelle nounou. Quant à Marie-Laurence et Julie, elles essayent d'oublier les tensions après avoir découvert qu'elles partageaient la vie du même homme depuis de nombreuses années. À présent, elles décident de se venger de leur belle-mère commune. Mais leurs enfants leur réservent une bien mauvaise surprise… |                                  |                    |                     |
| 5 | Où elles font tomber les masques | 28 août 2012       | ?                   |
| Léa, Julie et Amel reprennent espoir en l'amour, mais le commandant Josse bouscule leur bonne humeur. Celui-ci pense avoir peut-être retrouvé la trace des disparus. Les amies s'interrogent sur la possibilité d'entamer une nouvelle relation, alors que leurs hommes risquent de réapparaître… |                                  |                    |                     |
| 6 | Où elles ont du coffre           | 28 août 2012       | ?                   |
| Marie-Laurence, Léa, Julie et Amel doivent affronter celui qui est responsable de la disparition de leurs hommes. Alors qu'une course contre la montre démarre, elles ne peuvent plus compter que sur elles-mêmes. Mais l'une des quatre amies est en danger de mort. Ces dernières doivent impérativement rester solidaires… |                                  |                    |                     |